# 王大用 (正德進士)
王大用（1479年—1553年），字時行，號檗谷、又号蘖谷，福建興化衛（莆田）旗籍，直隸揚州府儀真縣（今江蘇仪征市）人，明朝政治人物。

## 生平
早年为国子生，弘治十七年（1504年）中式甲子科福建鄉試第二十一名舉人，正德三年（1508年）戊辰科會試第三百六名，第二甲第四十六名進士。授工部都水司主事，督造漕船兼管臨清閘。考最，改刑部浙江司主事，不久署貴州司員外郎。正德十一年（1516年），出為廣東按察司兵備僉事，討平高快馬等，累升廣東副使，嘉靖二年（1523年）十二月升江西右參政，五年正月考察以不及調用。累升廣東右布政使，轉廣西左布政使，八年四月升順天府府尹，十二月升都察院右副都御史、巡抚顺天等府，九年三月接替养病回籍的蕭淮任大同巡撫，破巨盜劉善果，傳首京師，條陳備邊四事。为給事中秦鰲所論，十年閏六月改任都察院右副都御史、整饬蓟州边备兼巡抚顺天等府，十一年九月升右都御史，令回院管事，无何，御史张禄、梁尚德、给事中饶秀交章论大用不协重望，大用寻疏辞，从之，令巡抚如故。十一月再被兵科都给事中張潤身等疏劾启边衅，又擅开马市，遂令大用回藉听候。
嘉靖二十三年（1544年）九月起用为四川巡抚，白草番为乱，攻陷平番堡及奠酒关，兵部议罢大用、副总兵高冈凤，而用都御史張時徹、副总兵何卿二臣会兵进剿。王大用改任南京刑部右侍郎，不久以失事罪被劾歸，回籍候勘。年七十五卒。

## 著作
有《聖學一貫圖説》。

## 家族
高祖王添兴，明初以旗籍隶兴化卫，始为兴化人。曾祖王保、祖王崇善、父王源，祖、父俱赠通议大夫都察院右副都御史。祖母顾氏，赠淑人。母陈氏。